# Алькеєвський район
Алькеєвський район (рос. Алькеевский район, тат. Əlkí rayonı, Әлки́ районы́) — муніципальний район у складі Республіки Татарстан Російської Федерації.
Адміністративний центр — село Базарні Матаки.

## Адміністративний устрій
До складу району входять 21 сільське поселення:
1. Аппаковське сільське поселення
2. Базарно-Матацьке сільське поселення
3. Борискинське сільське поселення
4. Верхньоколчуринське сільське поселення
5. Каргопольське сільське поселення
6. Кошкинське сільське поселення
7. Нижньоалькеєвське сільське поселення
8. Нижньокачеєвське сільське поселення
9. Новоургагарське сільське поселення
10. Салманське сільське поселення
11. Староалпаровське сільське поселення
12. Старокамкинське сільське поселення
13. Староматацьке сільське поселення
14. Старосалмановське сільське поселення
15. Старохурадинське сільське поселення
16. Старочелнинське сільське поселення
17. Тяжбердинське сільське поселення
18. Чувасько-Бродське сільське поселення
19. Чувасько-Бурнаєвське сільське поселення
20. Шибаське сільське поселення
21. Юхмачинське сільське поселення